# Пожаревацкий мир
Пожаревацкий мир или Пассаровицкий мир (нем. Friede von Passarowitz, тур. Pasarofça Antlaşması, серб. Пожаревачки мир) — мирный договор, заключённый 21 июля 1718 года между Австрией и Венецией с одной стороны и Османской империей с другой стороны в городе Пожареваце и закончивший Австро-турецкую и Турецко-венецианскую войны.

## Условия
Османская империя уступала Австрии Банат, Олтению и северную Сербию вместе с Белградом. Большую часть этих владений Австрия вновь вернула Османской империи спустя 21 год по Белградскому миру. Венеция уступала османам завоёванные ею в 1715 году части полуострова Пелопоннес, но сохраняла за собой некоторые крепости в Греции и Албании, а также острова Чериго (Китира) и Чериготто (Андикитира). В ходе мирных переговоров были подписаны и некоторые торговые договоры, по которым подданным султана на территории Австрии предоставлялась свобода торговли.

## Последствия
Договор дал Габсбургам контроль над северной частью Сербии. Габсбурги основали Королевство Сербия как коронную землю. Также в коронную землю был превращен Банат.
Австрийский контроль продлился 21 год, но был утерян, когда турки победили австрийцев в войне 1735—1739 годов. По Белградскому договору 1739 года Османская империя вернула себе Габсбургскую Сербию (включая Белград) и южные части Баната, а Олтения была возвращена Валахии.